# Gare de Riehen
La gare de Riehen (en allemand Bahnhof Riehen) est une gare située à Riehen, dans le canton de Bâle-Ville.

## Situation ferroviaire
La gare est située au point kilométrique (PK) 2,92 de la Wiesentalbahn (ligne entre Bâle et Zell im Wiesenthal).

## Service voyageurs

### Desserte
| Origine      | Arrêt précédent   | Train | Train | Train | Arrêt suivant   | Destination       |
| ------------ | ----------------- | ----- | ----- | ----- | --------------- | ----------------- |
| Bâle Badoise | Riehen-Niederholz |       | S     |       | Lörrach-Stetten | Zell im Wiesental |